# Kosaciec bezlistny
Kosaciec bezlistny (Iris aphylla L.) – gatunek roślin cebulowych i kłączowych należący do rodziny kosaćcowatych. 

## Rozmieszczenie geograficzne
Występuje w Europie środkowej i wschodniej. W Polsce rośnie na nielicznych stanowiskach w południowej części kraju.

## Morfologia

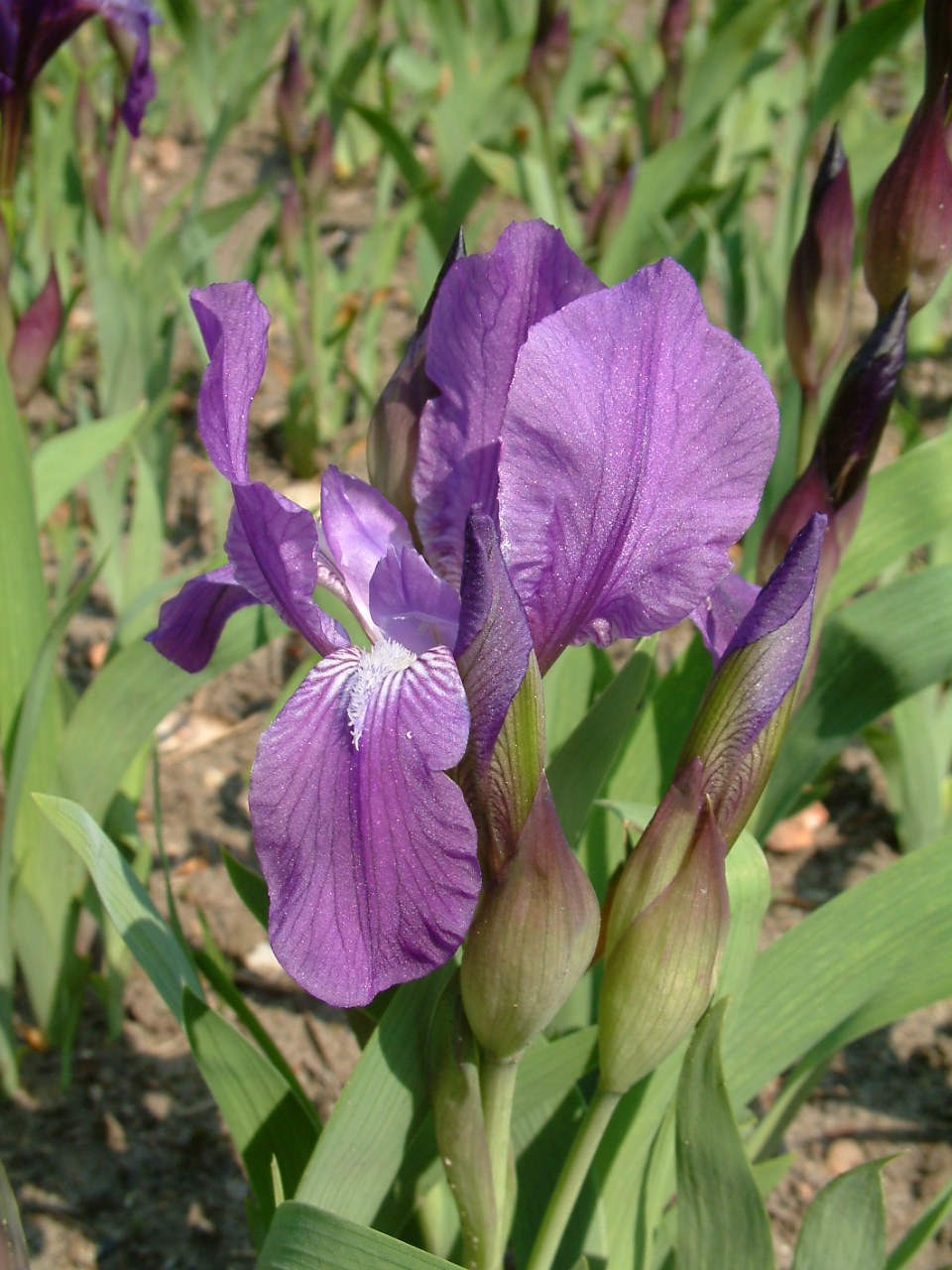
Kwiat

ŁodygaBezlistna, do 30 cm wysokości.
LiścieSzablaste, wysokości kwiatostanu.
Kwiaty1-3, fiołkowe. Zewnętrzne działki okwiatu wzdłuż nerwu środkowego szczotkowato owłosione.

## Biologia i ekologia

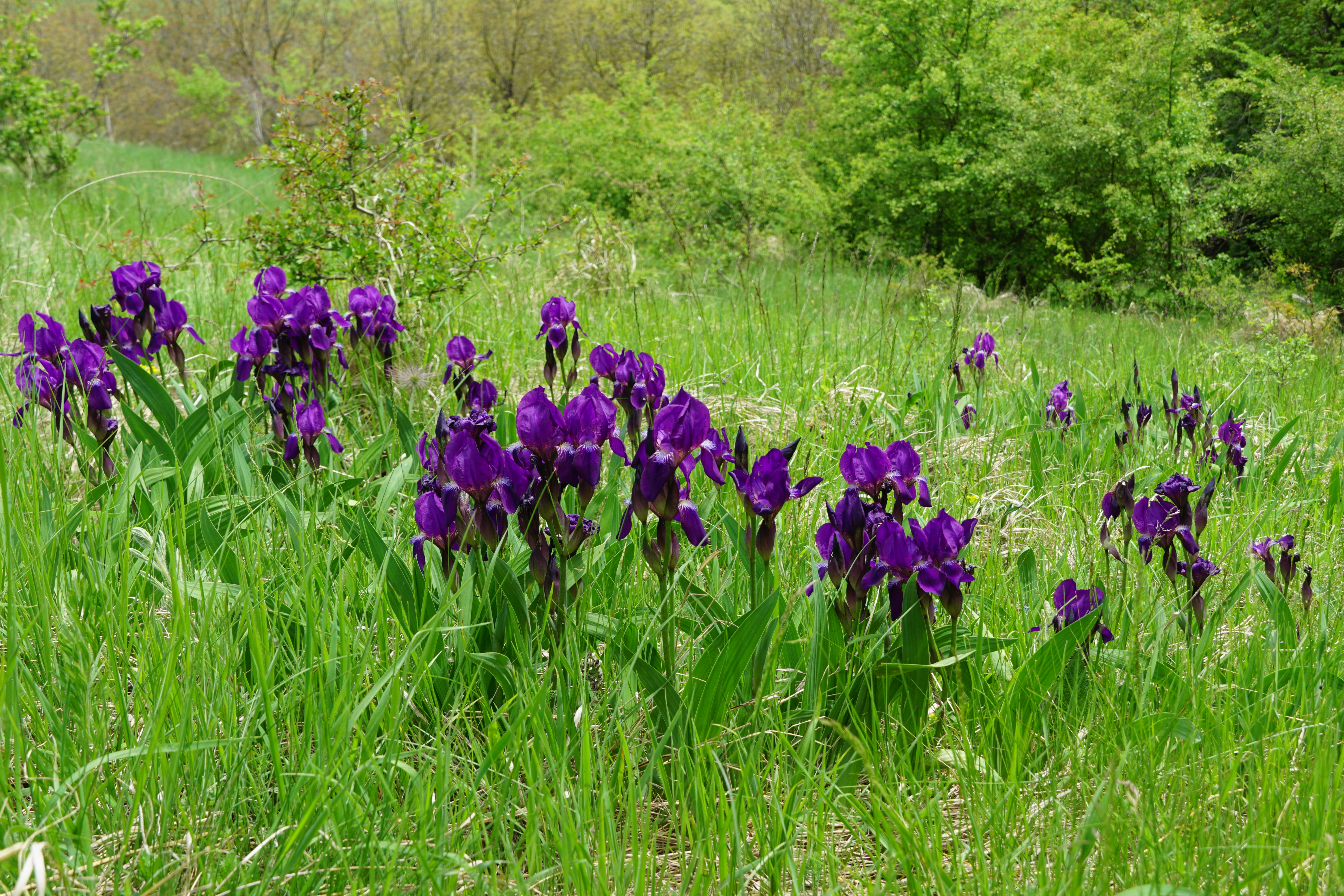
Kosaciec bezlistny w środowisku naturalnym

Bylina, geofit. Rośnie w murawach kserotermicznych. Kwitnie w maju i czerwcu. Gatunek charakterystyczny zespołu Inuletum ensifoliae.

## Zagrożenia i ochrona
Roślina objęta w Polsce ścisłą ochroną gatunkową.
Kategorie zagrożenia gatunku:
- Kategoria zagrożenia w Polsce według Czerwonej listy roślin i grzybów Polski (2006, 2016)[6][7]: VU (narażony na wyginięcie).
- Kategoria zagrożenia w Polsce według Polskiej czerwonej księgi roślin[8]: VU (vulnerable, narażony).